# 2007 TU24
小行星2007 TU24，由亞利桑那的Catalina Sky Survey於2007年10月11日發現。小行星的絕對星等為20.2，代表這小行星的直徑約300米。於2008年1月29日，這小行星會在離地球53.4萬公里（1.4地月距離）處經過。是2027年前最接近地球的已知小行星，但它並不會同地球構成威脅。
在2007年10月11日發現這小行星後直至2008年1月18日，一共有104次的觀測紀錄。小行星的路徑已被明確計算，亦於2007年12月4日被美國太空總署納入為對地球具潛在威脅的小行星。

## 進一步觀察
金石天文台（Goldstone Observatory）於2008年1月23至24日對2007 TU24小行星作進一步觀察，小行星的軌跡變得更精確。於2008年1月29日，小行星2007 TU24將在離地55萬4千110公里處以9.248 Km/s的速度經過。

## 觀察
由於小行星頗為接近太陽，在地球上觀察的視星等為10，需在天氣情況良好，足夠黑暗的環境下以業餘天文望遠鏡進行觀察。
於1月29日，小行星2007 TU24由仙女座向大熊座方向移動，於英仙座位置時最接近地球。